# フアン・カルロス・デ・ボルボーン (モンティソン伯)
フアン・カルロス・デ・ボルボン（スペイン語: Juan Carlos de Borbón, 1822年3月15日 - 1887年11月21日）は、スペインの王族。カルリスタの王位請求者・スペイン王フアン3世（スペイン語: Juan III）であり、1883年以後はフランスのレジティミストの認めるフランス王ジャン3世（フランス語: Jean III）であった。

## 生涯
スペイン王子であったモリナ伯カルロスとポルトガル王女マリア・フランシスカの次男として、アランフエス宮殿で生まれた。父は子のないフェルナンド7世の王位継承予定者となっていた。しかし、フェルナンド7世は4度目の妃マリア・クリスティーナとの間にもうけた王女イサベルを後継者にすべく、ブルボン家が採用してきたサリカ法典を廃して、女子への王位継承の道を開いた。
邪魔になったモリナ伯一家は1833年にポルトガルへ追放された。同年9月にフェルナンド7世が死去すると、父カルロスは“カルロス5世”を称してスペイン王位を請求した。しかしスペインでは、王母で摂政のマリア・クリスティーナが実権を掌握しており、翌1834年にカルロスは一家でイギリスへ向かった。フアンは第一次カルリスタ戦争の間イギリスで暮らした。
1837年1月15日、女王イサベル派が多くを占めるコルテスは、モリナ伯とその子孫を王位継承順位から除くことを決めた。カルリスタがコルテスで多数を占めると、この法律は廃止された。
1847年2月、フアンはマリーア・ベアトリーチェ・ダズブルゴ＝エステ（モデナ公フランチェスコ4世の末子）と結婚。2男をもうけた。
- カルロス（1848年 - 1909年）
- アルフォンソ（1849年 - 1936年）

フアンとベアトリーチェは最初モデナで暮らしたが、1848年革命のため亡命を余儀なくされた。オーストリアで暮らした後、ロンドンへ移住した。自身と妻の一族が共に保守主義と篤いカトリック信仰を保持していたにもかかわらず、フアン自身は自由主義を信望していた。フアンは妻と別居し、2人の息子たちはモデナでベアトリーチェに育てられた。
1860年にカルリスタ王位請求者であった兄のモンテモリン伯カルロス・ルイス（“カルロス6世”）がカルリスタ蜂起を起こしたが、フアンは何の行動も起こさなかった。4月21日、カルロス・ルイスはイサベル2世軍に捕らえられ、スペイン王位継承放棄を表明させられた。6月2日、フアンは“スペイン王フアン3世”としての宣誓書を発行した。同時に、彼は父カルロス・マリアの持っていた称号でサンティアゴ騎士団に由来するモンティソン伯（Conde de Montizón）の称号を使い始めた。フアンの即位宣言には「光と時代の進化」という一節が用いられ、これが原因で多くのカルリスタ支持者の拒否反応を招き、彼らの支持を失った。
フアンは一度スペインを退去され、解放された兄カルロス・ルイスは弟を廃位させた。6月15日、彼は意に反して廃位宣言に署名させられたと主張し、兄がスペイン王位請求者となるのを受け入れられないとした。翌1861年にカルロス・ルイスが不慮の死を遂げるまで、カルリスタの王位請求者は2人いたことになる。
1860年代始め、イサベル2世政権の人気が衰えの一途を辿ったが、フアンの自由主義的立場ではカルリスタの王として名乗りを上げるには不適当であった。1866年、18歳の長男カルロスに退位を迫られたが、フアンはそうしなかった。しかし1868年10月、フアンはパリで自身の退位宣言に署名した。宣言後の彼は第三次カルリスタ戦争でスペイン王位を獲得しようとする長男カルロスの積極的な支援者となった。
退位後、フアンはほとんどイギリスのブライトン近郊で暮らした。彼はモンタギュー（Montagu）という偽名を使って生活し、イギリス人女性と同居して一男一女を得ていた 。
1883年8月24日、フランス王位を請求していたシャンボール伯アンリ・ダルトワが死去した。シャンボール伯未亡人マリー・テレーズ・ド・モデーヌと少数派である正統王党派は、フランス王ルイ14世の男系子孫の年長者として、アンリの遠縁にあたるフアンを後継者に選んだ。彼らはフアンを“フランスとナバラの王ジャン3世”とした。フアンは宣言書を発行してその中でこう述べた。
私の義理の兄弟にしていとこのシャンボール伯の死により、私はブルボン家の家長となった。私は生まれながらに持つフランス王位継承権をどんな形であれ放棄しない。
しかし、この宣誓書の他に、フアンがフランス王位請求に積極的に動いたことはなかった。
1887年、フアンはブライトンの自宅で死去した。葬儀は、2人の息子が出席して行われた。棺はトリエステへ運ばれ、トリエステ大聖堂内のサン・カルロ・ボッローメオ礼拝堂に埋葬された。

## 参照
1. ↑  Jaime Del Burgo, Carlos VII y su tiempo: Leyenda y realidad (Pamplona: Gobierno de Navarra, 1994), 93-94.
2. ↑  Del Burgo, 95.
3. ↑  Del Burgo, 131-133.
4. ↑  Del Burgo, 153.
5. ↑  Ana de Sagrera, La Duquesa de Madrid: Ultima Reina de los Carlistas (Palma de Mallorca, 1969), 507.
6. ↑  Del Burgo, 325.
7. ↑  Del Burgo, 326.